# NXT TakeOver 31
NXT TakeOver 31 foi um pay-per-view de wrestling profissional e evento da WWE Network produzido pela WWE para a sua divisão da marca NXT. Aconteceu em 4 de outubro de 2020 no WWE Performance Center em Orlando, Flórida, que abriga o novo "Capitol Wrestling Center" - a versão NXT do " ThunderDome " usada para o Raw e SmackDown. Como o nome indica, foi o 31º evento da cronologia NXT TakeOver. Foi também o primeiro TakeOver a ser apresentado no formato tradicional de pay-per-view, além da WWE Network.
Cinco lutas foram disputadas no evento. No evento principal, Finn Bálor derrotou Kyle O'Reilly para reter o NXT Championship. Em outras lutas importantes, Io Shirai derrotou Candice LeRae para reter o NXT Women's Championship e Damian Priest derrotou Johnny Gargano para reter o NXT North American Championship.

## Produção

### Conceito
TakeOver é uma série de eventos de wrestling profissional que começou em 29 de maio de 2014, quando a marca NXT realizou sua segunda transmissão ao vivo exclusiva do WWE Network chamada TakeOver. Nos meses seguintes, o apelido "TakeOver" se tornou a marca usada pela WWE para todos os seus especiais do NXT ao vivo na WWE Network. Enquanto os eventos TakeOver eram originalmente exclusivos da WWE Network, o TakeOver 31 foi o primeiro TakeOver a também ir ao ar no tradicional pay-per-view.

#### Impacto da pandemia de COVID-19
Devido à pandemia de COVID-19, a WWE teve que apresentar a maioria de sua programação do WWE Performance Center em Orlando, Flórida, sem fãs presentes, embora no final de maio a promoção tenha começado a usar estagiários para servir como público ao vivo, que foi expandido para amigos e familiares dos lutadores em meados de junho. Transmissões de NXT, bem como eventos anteriores, TakeOver: In Your House e TakeOver XXX, entretanto, emanaram da sede do NXT na Full Sail University em Winter Park, Flórida, desde meados de março. Em outubro de 2020, foi anunciado que o NXT mudaria seus eventos para o Performance Center, que apresentaria a nova configuração do "Capitol Wrestling Center", uma homenagem à Capitol Wrestling Corporation, antecessora da WWE. Como o ThunderDome para o Raw e SmackDown da WWE no Amway Center, placas de LED foram colocadas ao redor do Performance Center para que os fãs pudessem comparecer virtualmente, enquanto, além disso, amigos e familiares dos lutadores estavam presentes, junto com um número limitado de fãs reais ao vivo, separados um do outro por paredes de acrílico.

### Rivalidades
O show incluiu cinco lutas que resultaram de enredos roteirizados, onde os lutadores retratavam heróis, vilões ou personagens menos distintos para criar tensão e culminar em uma luta ou série de lutas. Os resultados foram predeterminados pelos escritores da WWE sobre a marca NXT, enquanto as histórias foram produzidas em seu programa de televisão semanal, NXT.
No episódio de 23 de setembro do NXT, Kyle O'Reilly venceu uma luta gauntlet eliminatória derrotando Bronson Reed, Cameron Grimes, Kushida e Timothy Thatcher para enfrentar o Campeão do NXT Finn Bálor pelo título no TakeOver 31.
No episódio de 23 de setembro da NXT, Candice LeRae ganhou uma batalha real para se tornar a desafiante número um ao NXT Women's Championship contra Io Shirai no TakeOver 31.
Em 23 de setembro, o gerente geral da NXT William Regal anunciou que Damian Priest defenderia o NXT North American Championship contra Johnny Gargano no TakeOver 31.
No episódio de 12 de agosto do NXT, Kushida e Velveteen Dream competiram em uma luta triple threat, para determinar quem se qualificaria para a luta de escadas no TakeOver XXX. Após a luta, Dream atacou Kushida. No episódio de 8 de setembro do NXT, Kushida voltou e atacou Dream. Em 26 de setembro, uma partida entre os dois foi agendada para TakeOver 31.

## Evento
| Função:                  | Nome:             |
| ------------------------ | ----------------- |
| Comentaristas em inglês  | Vic Joseph        |
| Comentaristas em inglês  | Wade Barrett      |
| Comentaristas em inglês  | Beth Phoenix      |
| Comentarista em espanhol | Marcelo Rodriguez |
| Anunciadora de ringue    | Alicia Taylor     |
| Árbitros                 | Drake Wuertz      |
| Árbitros                 | Darryl Sharma     |
| Árbitros                 | DA Brewer         |
| Árbitros                 | Tom Castor        |
| Entrevistadora           | McKenzie Mitchell |
| Painel do pré-show       | Scott Stanford    |
| Painel do pré-show       | Sam Roberts       |

### Lutas preliminares
O pay-per-view começou com Johnny Gargano desafiando Damian Priest pelo NXT North American Championship. Em um momento da luta Damian Priest tentou um suicide dive, mas Johnny Gargano saiu do caminho e Priest acertou em um cinegrafista. Na conclusão de uma luta competitiva, Priest conseguiu reverter a tentativa de Gargano em seu finalizador o slingshot DDT (conhecido como "One Final Beat") em seu próprio finalizador rolling cutter (conhecido como "The Reckoning"), que garantiu a vitória.
Em seguida, Kushida enfrentou o Velveteen Dream. Kushida foi dominante na maior parte da luta, com Dream tendo breves momentos de ataque. No clímax da luta, Kushida travou seu finalizador de finalização "Hoverboard Lock" e Dream tentou escapar dele. Ele conseguiu içar Kushida nos ombros para fazer sua própria manobra "Dream Valley Driver", mas ainda assim, Kushida não soltou o golpe e Dream acabou se submetendo. Kushida continuou a atacar Dream após o gongo, tendo que ser puxado pelos oficiais.
Isaiah "Swerve" Scott então desafiou Santos Escobar pelo seu NXT Cruiserweight Championship. Isso marcou a primeira vez que o Cruiserweight Championship foi defendido durante o card principal de um evento TakeOver. A luta foi competitiva, e os dois lutadores deram kikck out o finalizador do adversário (a primeira vez em que o "Phantom Driver" de Escobar não lhe garantiu a vitória). No final da luta, os companheiros do Legado del Fantasma de Escobar, Joaquin Wilde e Raul Mendoza, apareceram para distrair Scott, mas foram expulsos por Ashante "Thee" Adonis, entrando para ajudar a Swerve. Na confusão, Escobar atingiu Swerve com um lifting, kneeling double-underhook facebreaker (que mais tarde veio a ser conhecido como "Legado") e ganhou por pinfall.
A penúltima luta da noite foi pelo NXT Women's Championship, com Io Shirai defendendo o título contra Candice LeRae. As duas trocaram movimentos de alto impacto e high-flying por muitos minutos, até que LeRae travou a finalização "Garga-No Escape" de seu marido. Quando Shirai alcançou as cordas para forçar a quebra da submissão, LeRae inadvertidamente deu uma cotovelada no oficial. Gargano então entrou com a camisa de um árbitro para tentar dar a vitória a sua esposa, mas sem sucesso. Ele então agarrou o cinturão e deu a LeRae para usar como uma arma, o que ela fez, mas Shirai ainda sobreviveu. Seguindo um Spanish Fly da terceira corda e um moonsault, Shirai venceu a luta para manter o título. Depois disso, o motociclista misterioso que havia sido anunciado para fazer sua aparição no TakeOver apareceu para confrontar Shirai e foi revelado ser Ember Moon. Toni Storm também confrontou Shirai via satélite e confirmou que ela voltou para o NXT.

### Evento principal
Kyle O'Reilly desafiou Finn Bálor pelo NXT Championship. A luta foi fisicamente intensa, com os dois homens trocando tiros certeiros um contra o outro pela maior parte. Mais tarde, em um chute de Bálor no rosto de O'Reilly o derrubou e ele sofreu uma lesão legítima. Uma joelhada no estômago de Bálor machucou-o e ele começou a sangrar pela boca. O'Reilly também sofreu um golpe notável no fígado, que foi referenciado na história nos dias seguintes. No final, Bálor usou seu finalizador "Coup de Grâce" (um top rope mergulhando com dois pés) em O'Reilly para vencer a luta reter o título. Ele ofereceu um aperto de mão a O'Reilly como um sinal de respeito após a luta brutal.
Após a luta, quando o show estava prestes a sair do ar, Ridge Holland apareceu de repente atrás da barricada. Ele segurava sobre o ombro um Adam Cole espancado (companheiro de stable de O'Reilly a Undisputed Era). Holland não disse nada, largou Cole no ringue e foi embora. O show terminou com O'Reilly, Roderick Strong e Bobby Fish checando Cole.
Tanto Bálor quanto O'Reilly sofreram lesões legítimas na luta, Bálor uma fratura na mandíbula e O'Reilly quebrou dentes e outras lesões não especificadas. Como resultado, ambos perderam a edição subsequente do NXT.

## Depois do evento
Ridge Holland ficou gravemente ferido em 7 de outubro de 2020 no episódio da NXT, deixando-o fora de ação por um longo período.
Conforme anunciado durante o TakeOver, o NXT foi definido para reviver o Halloween Havoc como uma edição especial do NXT em 28 de outubro, apresentado por Shotzi Blackheart. Na edição de 14 de outubro do programa, Candice LeRae derrotou Blackheart para ganhar outra oportunidade de desafiar Io Shirai pelo NXT Women's Championship.Johnny Gargano também teve uma revanche contra Damian Priest pelo NXT North American Championship, e ambas as lutas pelo título foram anunciadas como lutas "Spin the Wheel, Make the Deal" (uma referência ao Halloween Havoc (1992) e exatamente uma dessas lutas entre Jake "The Snake" Roberts e Sting).
Kyle O'Reilly voltou ao NXT na edição de 14 de outubro, fazendo uma promo antes de seus companheiros Roderick Strong e Bobby Fish vencerem uma luta para se tornarem os desafiantes número um pelo NXT Tag Team Championship, dizendo que ele teria autorização médica para lutar novamente na semana seguinte e que se Ridge Holland já não estivesse internado no hospital, The Undisputed Era o teria colocado lá.
As lesões de Finn Bálor foram mais graves do que se pensava, e ele foi submetido a uma cirurgia em 9 de outubro para reparar sua fratura de mandíbula, com tempo de recuperação esperada de seis semanas. Ele retornou ao NXT em 18 de novembro para anunciar seu retorno, sendo interrompido por Pat McAfee e sua facção "Kings of NXT" (da qual Holland era para ser um membro antes de sua lesão), que então brigou com a Undisputed Era antes de uma luta WarGames entre os dois lados no próximo evento TakeOver.

## Resultados
| Nº                                          | Resultados                                                                           | Estipulações                                         | Tempo |
| ------------------------------------------- | ------------------------------------------------------------------------------------ | ---------------------------------------------------- | ----- |
| Dark                                        | Xia Li vs. Emily Andzulis                                                            | Luta individual                                      | -     |
| Dark                                        | Danny Burch vs. Daniel Vidot                                                         | Luta individual                                      | -     |
| 1                                           | Damian Priest (c) derrotou Johnny Gargano                                            | Luta individual pelo NXT North American Championship | 18:39 |
| 2                                           | Kushida derrotou Velveteen Dream por submissão                                       | Luta individual                                      | 13:00 |
| 3                                           | Santos Escobar (c) (com Joaquin Wilde e Raul Mendoza) derrotou Isaiah "Swerve" Scott | Luta individual pelo NXT Cruiserweight Championship  | 15:14 |
| 4                                           | Io Shirai (c) derrotou Candice LeRae                                                 | Luta individual pelo NXT Women's Championship        | 16:45 |
| 5                                           | Finn Bálor (c) derrotou Kyle O'Reilly                                                | Luta individual pelo NXT Championship                | 28:28 |
| (c) – Refere-se aos campeões antes da luta. |                                                                                      |                                                      |       |